# جو تونر
جو تونر (انگلیسی: Joseph Samuel Toner; ۳۰ مارس ۱۸۹۴ – ۱۸ نوامبر ۱۹۵۴)
جوزف ساموئل تونر یک فوتبالیست حرفه ای ایرلندی بود.  او هشت بار برای تیم ملی ایرلند بازی کرد.
از باشگاه‌هایی که در آن بازی کرده‌است می‌توان به باشگاه فوتبال آرسنال اشاره کرد.